# Meguir (Ort)
Meguir (Miguir) ist ein osttimoresischer Ort in der Aldeia Meguir (Suco Aidabaleten, Verwaltungsamt Atabae, Gemeinde Bobonaro). Er liegt in einer Meereshöhe von 20 m.
Das Dorf Meguir befindet sich im Südosten der Aldeia. Die nördliche Küstenstraße, die den Ort durchquert, führt hier etwas landeinwärts jenseits des Küstengebirges. Nach Norden führt die Straße in den Ort Biahian, über die Grenze nach Leolima im Süden in den Ort Megir.